# Olmedo (Olaszország)
Olmedo település Olaszországban, Szardínia régióban, Sassari megyében. Lakosainak száma 4168 fő (2023. január 1.). Olmedo Sassari, Uri és Alghero községekkel határos.

## Népesség
A település lakossága az elmúlt években az alábbi módon változott:
| Lakosok száma | 4161 | 4172 | 4168 |
|               | 2017 | 2018 | 2023 |